# Ortiz et Santana
 (juillet 2021).
Palmarès
4 fois champion du monde par équipe d'Impact Wrestling
Ortiz et Santana (ou Proud n' Powerful) est une équipe de catcheurs active entre 2012 et 2023, composée d'Ortiz et Santana. Ils ont travaillé à la All Elite Wrestling et Impact Wrestling.

## Carrière

### Impact Wrestling(2017-2019)

#### The Latin American XChangeet Triple Impact World Tag Team Champion (2017-2019)

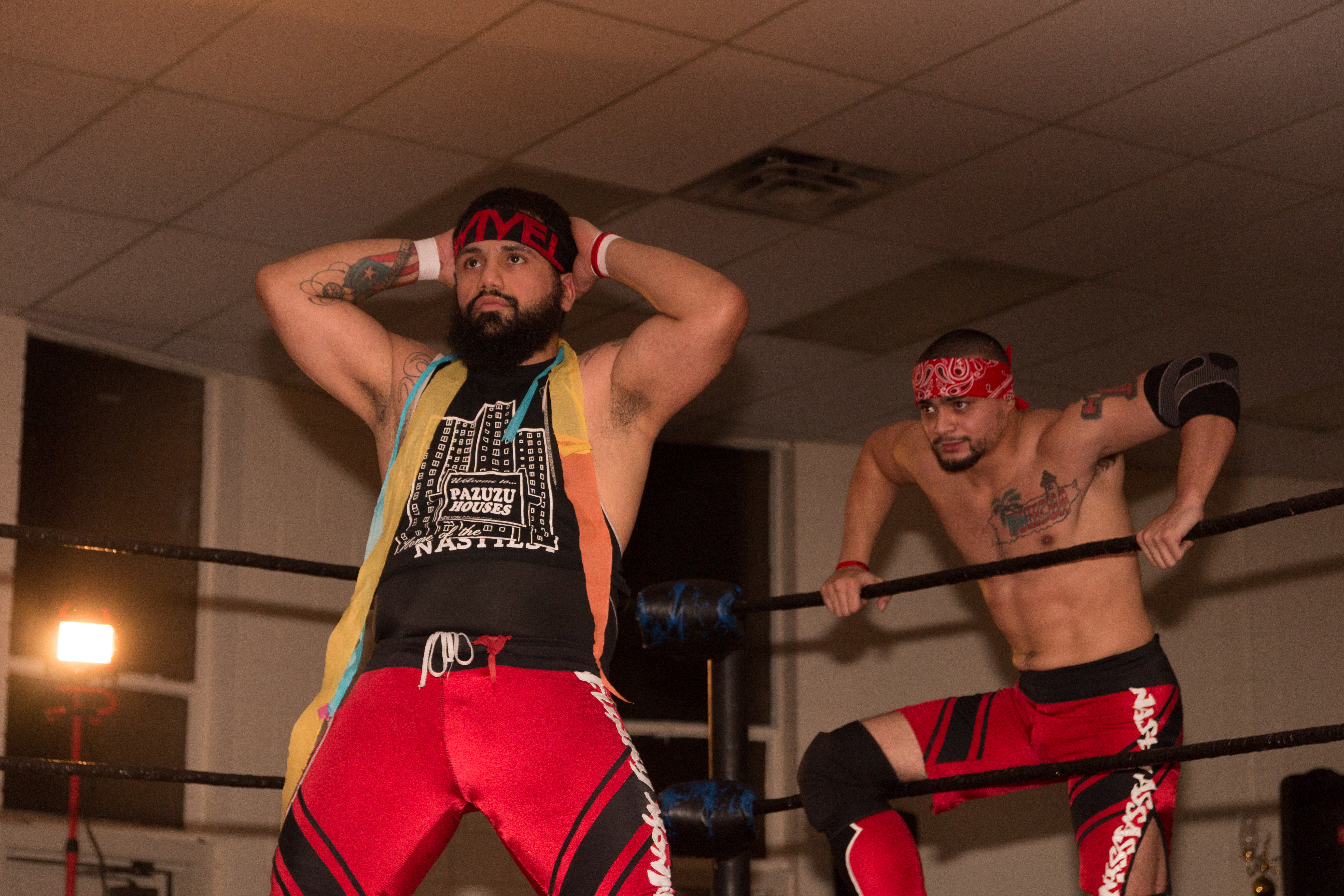
Avant d’être signé à Impact, Santana et Ortiz travaillé en tant que EYFBO dans le circuit indépendant

Le 16 mars, ils font leurs débuts à Impact Wrestling en tant que nouveau membre du groupe The Latin American Xchange avec Homicide, Diamante, et leur manager Konnan sous les noms de ring d'Ortiz et Santna. Le 30 mars, ils battent Reno SCUM, The Decay (Abyss et Crazzy Steve) et Laredo Kid et Garza Jr. dans un Fatal 4 Way Tag Team match et remportent les Impact World Tag Team Championship.
Lors de Slammiversary XV, ils conservent leur titres contre Drago et El Hijo del Fantasma, Laredo Kid et Garza Jr. et Naomichi Marufuji et Taiji Ishimori dans un Four-way lucha rules unification match.
Lors de Redemption, ils perdent les titres contre Eli Drake et Scott Steiner.
Le 21 juin à Impact, ils battent Z&E et remportent les Impact World Tag Team Championship pour la troisième fois[réf. nécessaire].

#### Rivalité avec The OG'z
Le 28 juin à Impact, Konnan menace King. Le 5 juillet 2018 à Impact, Santana, Ortiz et Konnan excluent King du groupe, plus tard, Homicide fait son retour avec Hernandez aux côtés de King en attaquant Konnan, Santana et Ortiz, formant un nouveau groupe nommé The OGz. Après le match, leur manager, King défie Ortiz et Santana d'affronter Homicide et Hernandez pour Slammiversary dans un 5150 Street Fight.
Lors de Slammiversary XVI, ils conservent leur titres contre The OGz (Homicide et Hernandez) dans un 5150 Street Fight Match.
Le 2 août à Impact, The OGz battent rapidement deux compétiteurs locaux. Après le match, King insulte LAX au mocro, les défiant de venir se battre, Santana et Ortiz attaquent alors King, Homicide et Hernandez. Santana et Ortiz tentèrent de frapper Hernandez avec une hache mais les deux équipes seront séparés par la sécurité.
Le 16 août, LAX et The OGZ se retrouvent dans la rue pour un combat de rue, Ortiz et Santana parviennent après un combat difficile et intense à mettre K.O Homicide et Hernandez et à récupérer leurs titres par équipe volés par The OGZ lors de Slammiversary. Après le combat, King provoque et insulte Konnan, ce dernier lui répondra avec un coup de poing au visage, laissant les membres du OGZ K.O sur le trottoir.
Le 13 septembre, ils battent The Frat. Après le match, les membres de The OG'z viennent provoquer LAX.
Le 8 février, ils perdent les titres contre The Lucha Brothers.

#### Nouveau règne de champions par équipe de Impact et face turn (2019)
Lors de Rebellion, ils remportent un Full Metal Mayhem match contre les Lucha Brothers et récupèrent les championnats par équipe de Impact. Après cette réconciliation, Konnan annonça qu'il représente maintenant les Lucha Brothers et Ortiz et Santana.
Lors de Bash at Brewery, ils perdent les titres par équipe de Impact contre The North. Lors de Slammiversary, ils perdent au cours d'un triple threat tag team match impliquant The Rascalz et The North au profit de cette dernière équipe et ne récupèrent pas les titres par équipe de Impact.
Lors de l'épisode de Impact du 6 septembre, ils perdent un Titles vs. Careers match au profit de The North et se voient contraints de quitter Impact.

### All Elite Wrestling (2019–...)

#### The Inner Circle (2019-2022)
Le 31 août 2019 à All Out, ils effectuent leurs débuts à la All Elite Wrestling, où ils attaquent les Young Bucks après la défaite de ces derniers face aux Lucha Brothers pour les titres par équipe de la AAA.
Le 2 octobre lors du show inaugural Dynamite, Chris Jericho et eux battent l'Elite (Kenny Omega et les Young Bucks) dans un 6-Man Tag Team Match. Ils rejoignent ensuite le clan du Canadien, l'Inner Circle, dans lequel sont aussi inclus Jack Hager et Sammy Guevara. Le 7 novembre à Full Gear, ils battent les Young Bucks.
Le 18 mars 2020 à Dynamite, Jack Hager et eux battent Cody Rhodes, Adam Page et Matt Jackson dans un 6-Man Tag Team Match. Après le combat, le clan est confronté par Matt Hardy, qui fait ses débuts au sein de la fédération[réf. nécessaire].
Le 23 mai à Double or Nothing, le clan perd face à l'Elite et Matt Hardy dans un Stadium Stampede Match.
Le 1er juillet à Fyter Fest Night 1, ils perdent face à Private Party. Le 5 septembre à All Out, ils ne remportent pas la Casino Battle Royal, gagnée par Lance Archer.
Le 30 décembre à Dynamite : Tribute to Brodie Lee, MJF et eux perdent face à Page et au Dark Order (Alex Reynolds et John Silver) dans un 6-Man Tag Team Match, à la suite d'une intervention d'Erick Rowan sur Wardlow[réf. nécessaire].
Le 10 mars 2021 à Dynamite, Chris Jericho réunit les membres du clan pour un conseil de guerre et souhaite recruter un nouveau membre, ce qui n'est pas de l'avis de MJF. Sammy Guevara fait son retour et montre à son leader une vidéo, où MJF a tenté de corrompre les membres du clan pour se débarrasser du Canadien. Chris Jericho et les membres du clan se retournent contre MJF, qui est renvoyé, mais celui-ci présente son nouveau clan : The Pinnacle (FTR, Shawn Spears, Tully Blanchard, Wardlow et lui-même), ce qui déclenche une bagarre entre les 10 hommes, où Chris Jericho et les membres de son clan se font tabasser[réf. nécessaire]. Le 31 mars à Dynamite, le clan fait son retour et corrige, à leur tour, le clan rival[réf. nécessaire].
Le 5 mai à Dynamite : Bloods & Guts, le clan perd face à The Pinnacle dans un Bloods & Guts Match par capitulation[réf. nécessaire]. Le 30 mai à Double or Nothing, le clan prend sa revanche, en battant le clan rival dans un Stadium Stampede Match.
Le 28 juillet à Fight for the Fallen, ils battent FTR.
Le 13 novembre à Full Gear, le clan bat Men of the Year (Ethan Page et Scorpio Sky) et American Top Team (Dan Lambert, Junior Dos Santos et Andrei Arlovski) dans un 10-Man Minneapolis Street Fight Tag Team Match.

#### Alliances avec Eddie Kingston et Blackpool Combat Club (2022-...)
Le 9 mars à Dynamite, ils viennent en aide à Eddie Kingston, avec qui ils forment une alliance, mais se font aussi attaquer par leurs anciens partenaires du Inner Circle, Chris Jericho et Jake Hager, qui ont effectué un Heel Turn, provoquant la dissolution du clan[réf. nécessaire]. Le 29 mai à Double or Nothing, Bryan Danielson, Jon Moxley, Eddie Kingston et eux perdent face à la Jericho Appreciation Society (Chris Jericho, Jake Hager, Jeff Parker, Matt Lee et Daniel Garcia) dans un Anarchy of the Arena Match. Le 29 juin à Dynamite, les cinq hommes prennent leur revanche sur le clan adverse dans un Blood & Guts match[réf. nécessaire]. Le même soir, Santana se blesse à la plantaire de sa jambe gauche et va devoir s'absenter pendant un an.
Le 23 août 2023 à Dynamite, le duo effectue son retour après un an d'absence, où ils aident Blackpool Combat Club à attaquer leur ancien partenaire Eddie Kingston et blesser Rey Fénix[réf. nécessaire].

## Palmarès

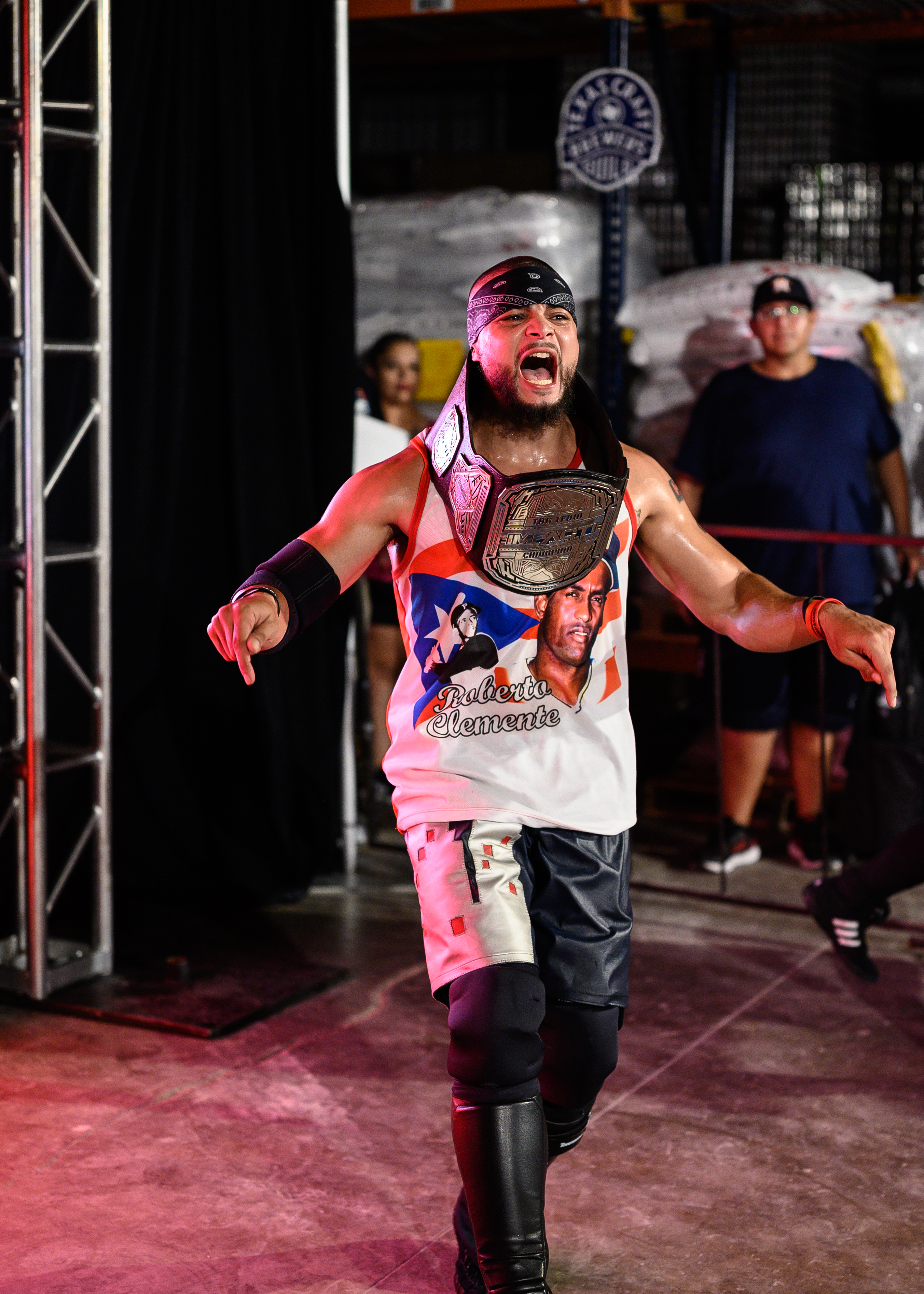
Santana avec le championnat par équipe d'Impact Wrestling autour du cou.

- AAW: Professional Wrestling Redefined
  - 1 fois AAW Tag Team Championship

- Combat Zone Wrestling
  - 1 fois CZW World Tag Team Championship

- House Of Glory
  - 3 fois HOG Tag Team Championship

- Impact Wrestling
  - 1 fois GFW Tag Team Championship
  - 4 fois Impact World Tag Team Championship
  - Tag Team of the Year (2018)

- Jersey Championship Wrestling
  - 1 fois JCW Tag Team Championship

- Pro Wrestling Revolver
  - 1 fois PWR Tag Team Championship

- WrestlePro
  - 1 fois WrestlePro Tag Team Championship

- Warriors Of Wrestling
  - 1 fois WOW Tag Team Championship

- World Wrestling League
  - 1 fois WWL World Tag Team Championship

## Récompenses des magazines
- Wrestling Observer Newsletter

| # | Résultat | Adversaire                                                                                            | Évènement                | Date              | Durée | Lieu                                 | Notes |
| - | -------- | --- | ------------------------ | ----------------- | ----- | ------------------------------------ | --- |
| 1 | Défaite  | Best Friends (Trent Beretta et Chuck Taylor)                                                          | AEW Dynamite #50         | 16 septembre 2020 | 13:03 | Daily's Place, Jacksonville, Floride | Il s'agit d'un Parking Lot Fight Match.                                                                                                  |
| 2 | Défaite  | Jericho Appreciation Society (Chris Jericho, Matt Menard, Angelo Parker, Daniel Garcia et Jake Hager) | Double or Nothing (2022) | 29 mai 2022       | 22:45 | T-Mobile Arena, Las Vegas, Nevada    | Dans un Anarchy in the Arena match où ils faisaient équipe avec Eddie Kingston et Blackpool Combat Club (Bryan Danielson et Jon Moxley). |